# Gungminui-him

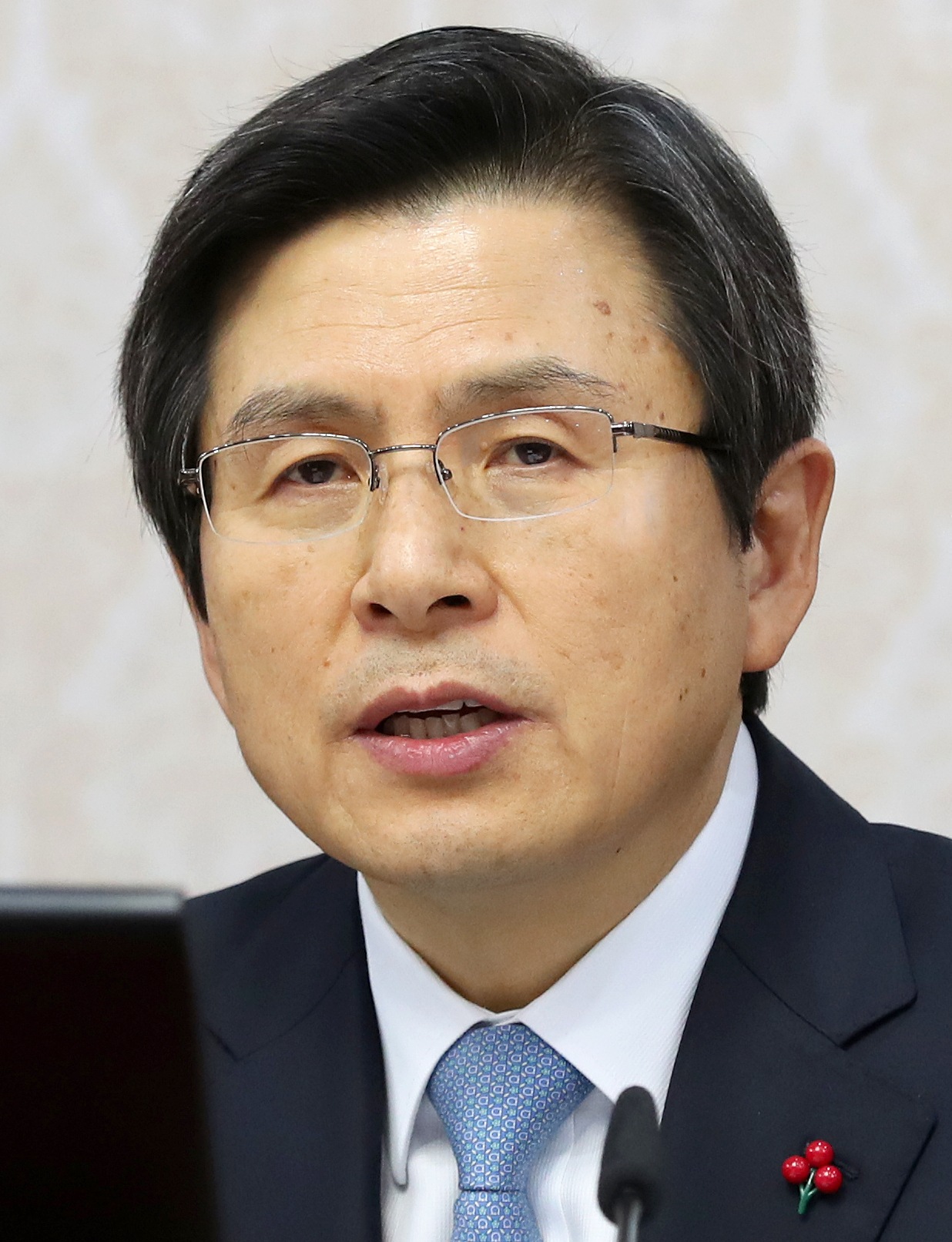
Der erste Vorsitzende der Partei: Hwang Kyo-ahn

Die Gungminui-him (koreanisch 국민의힘 englisch People Power Party, etwa auf Deutsch Macht der Staatsangehörigen, Macht der Staatsbürger) ist eine konservative Partei in Südkorea, die am 17. Februar 2020 als Vereinigung der Jayu-hanguk-Partei, der Saeroun-bosu-Partei, Onward for Future 4.0 und anderen konservativen Kleinparteien und Organisationen im Hinblick auf die Parlamentswahl in Südkorea 2020 hervorgegangen ist. Als Parteivorsitzender wurde der bis dahin als Parteivorsitzender der Jayu-hanguk-Partei amtierende Hwang Kyo-ahn gewählt. Nach der Niederlage bei der Parlamentswahl in Südkorea 2020 trat er von seinem Amt zurück. Bis September 2020 war sie unter dem Namen Mirae-tonghap-Partei (koreanisch 미래통합당, Transliteration Mirae-tonghap-dang; deutsch Vereinigte Zukunftspartei) bekannt und führt seither ihren jetzigen Namen.

## Programm
Die Partei kritisiert die Regierung von Moon Jae-in für Versäumnisse in der COVID-19-Pandemie in Südkorea. Die MTP ist der Meinung, dass es möglich gewesen wäre, das Virus in der frühen Phase des Ausbruchs einzudämmen. Die Partei hat die Zurückhaltung der Regierung verurteilt, ein Einreiseverbot für Chinesen zu verhängen und kritisierte die ihrer Meinung nach mangelhafte Verteilung von Gesichtsmasken. Darüber hinaus möchte die Partei die Abschaffung des Ministeriums für öffentliche Angelegenheiten erreichen und den Ausbau der Kernenergie in Südkorea forcieren. Man möchte die Vorschriften für die Sanierung und den Wiederaufbau alter Wohnungen lockern, um viele Häuser in Gebieten zu errichten, in denen ein Wohnungsmangel herrscht. Zusätzlich spricht sich die Partei dafür aus die Hypothekenvorschriften zu lockern, damit die Menschen Häuser kaufen können. Die Steuern der Mittelschicht soll nach Meinung der MTP durch die Anpassung der Standards für hochpreisiges Wohnen verringert werden und die Partei möchte das Angebot von Wohnraum für junge und frisch verheiratete Paare erweitern.
Die MTP setzt sich ebenso für den koreanischen Anspruch auf die Liancourt-Felsen ein. Am 29. März 2020 wurde ein parteieigener Logosong veröffentlicht, der den Titel 독도는 우리땅 (Dokdo ist unser Land) trägt.
Die Partei möchte eine neue Resolution des Sicherheitsrat der Vereinten Nationen erreichen, um die Stellung des von den USA geführten UN-Kommandos im Land zu stärken. Die Militärpräsenz an der Grenze zwischen Nordkorea und Südkorea soll der MTP zufolge sowohl auf dem Land als auch zur See (Northern Limit Line) erhöht werden. Die MTP forderte auch einen besseren Schutz der nordkoreanischen Flüchtlinge in Südkorea. Sie möchte ein Gesetz verabschieden, um zu verhindern, dass nordkoreanische Flüchtlinge in ihr Herkunftsland zurückgebracht werden können, so wie es erstmals im November 2019 geschah.

## Parteifarbe
Als Parteifarbe der MTP wurde ein heller Pinkton gewählt, der von der Partei offiziell als Happy Pink bezeichnet wird. Der Name rührt aus dem Wunsch Glück für die Menschen zu erreichen her. Der Farbwechsel sollte der Partei helfen, ihr vermeintlich konservatives Image abzuschütteln und ihre Unterstützergruppen auf zentristische und jüngere Wähler auszudehnen. Auch das parteieigene Yeouido-Institute verwendet Pink, um damit jüngere Wähler anzusprechen. Man erwog zudem den Farbton als Millennial Pink zu bezeichnen.

## Parteivorsitzende
- Hwang Kyo-ahn – 17. Februar 2020 – 15. April 2020
- Shim Jae-chul – 15. April 2020 – 8. Mai 2020 (interim)
- Joo Ho-young – seit 8. Mai 2020 (interim)[18]

## Parteiorganisationen
Die Partei besitzt mit dem The Yeouido Institute (여의도연구원) genannten Think Tank ihre eigene Denkfabrik. Die kleinere Mirae-hanguk-Partei galt als ihre Schwesterpartei.